# El profesor chiflado
El profesor chiflado (The Nutty Professor, en el original en inglés) es una película cómica, rodada en 1963 en los Estados Unidos, producida, escrita y dirigida por Jerry Lewis. El elenco tiene a Lewis, Stella Stevens, Del Moore y Kathleen Freeman.
La película relata a un maestro de química con problemas de autoestima, quien decide transformarse en un apuesto y atlético galán llamado "Buddy Love" y es a la vez una versión parodiada de la novela El extraño caso del Dr. Jekyll y el Sr. Hyde de Robert Louis Stevenson.

## Argumento
Julius Kelp (Jerry Lewis) es un profesor de química de la universidad. Enamorado de una alumna y harto de que sus alumnos más musculosos abusen de él decide inscribirse en un gimnasio para mejorar su pobre aspecto físico. Viendo que no consigue lo que quiere decide hacer uso de sus conocimientos de química para crear un brebaje que le permita ser más musculoso. El brebaje funciona y cada vez que lo bebe se convierte en "Amigo Amor" ("Buddy Love"), un apuesto joven enamorado de su propio aspecto.

## Comentarios
Jerry Lewis es el productor, guionista, director y protagonista de esta película, que está inspirada en la novela El extraño caso del Dr. Jekyll y Mr. Hyde.
En 1996 se realizó una nueva versión, con el mismo título, con Eddie Murphy como Sherman Klump y Buddy Love.